# Лєдницький ландшафтний парк

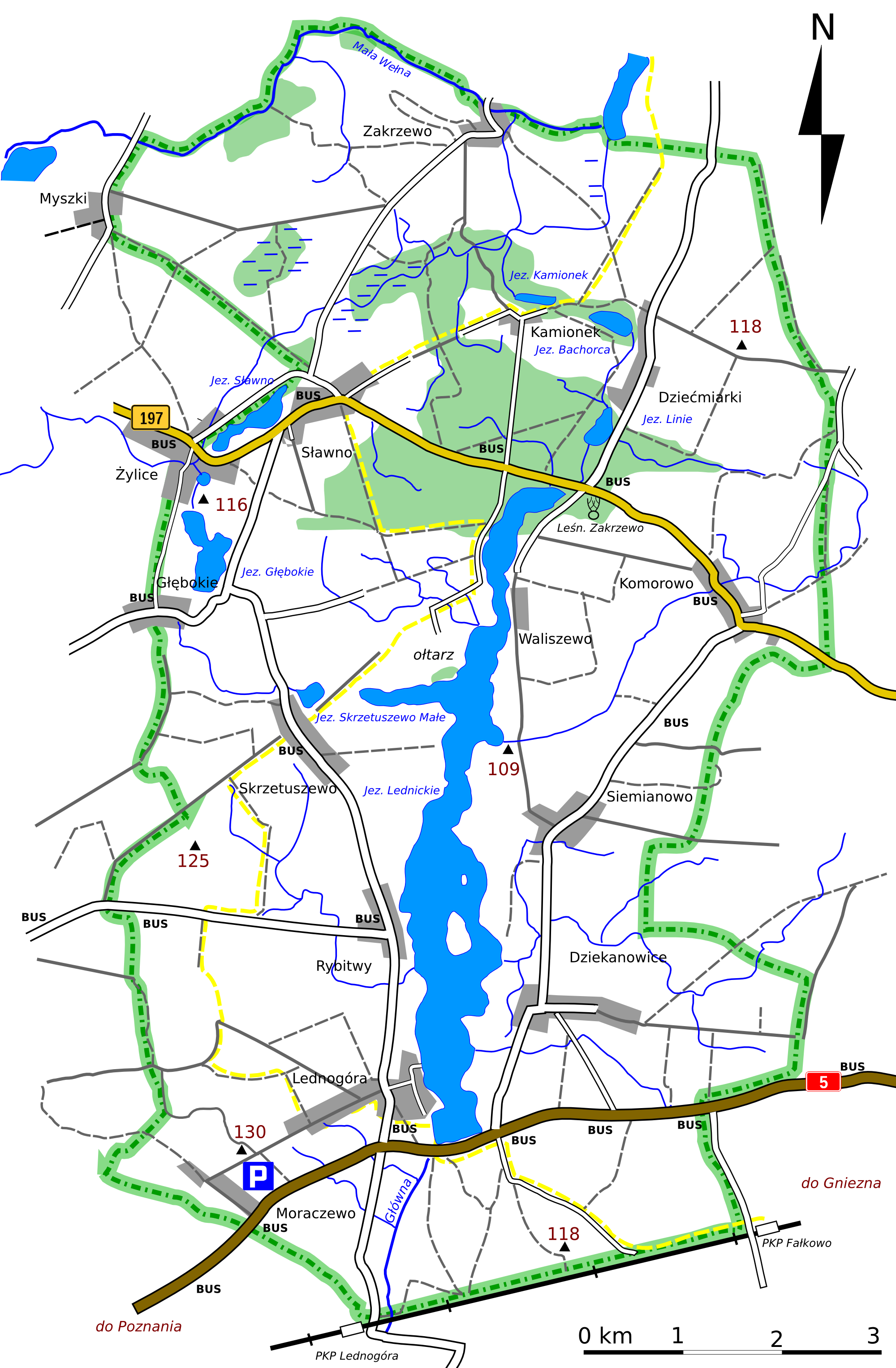
Карта парку

Лєдницький ландшафтний парк (пол. Lednicki Park Krajobrazowy) — це природоохоронна зона, ландшафтний парк в Великопольському воєводстві, Польща. Парк займає частину сільських гмін Кішково, Клецько, Лубово та Победзіська. Парк названий ім'ям озера Лєдниця. 

## Історія
26 травня 1988 року було засновано Лєдницький ландшафтний парк для збереження земель навколо озера Лєдниця, які вважаються колискою польської державності. 

## Опис
Площа парку становить 7652,48 гектарів, з яких 7% від загальної площі займає озеро Лєдниця (8 км в довжину). Інші озера Славно, Глембоке, Камйонек, Бахорце і Лінє невеликі за розміром і розташовані в канавах малих водостоків. Ландшафт парку сформований останнім льодовиковим періодом і являє собою рівнину з кількома пагорбами. У парку переважають рівнинні сільськогосподарські угіддя з рядами верб, що ростуть уздовж водостічних канав і по краях полів. Збережені лісі в північній частині парку займають площу не більше 10% від загальної площі. У лісі знаходиться близько 50 дерев, визнаних пам'ятниками природи, серед яких 10 дубів, які ростуть в лісі і при дорозі села Камйони. 
На території парку знаходиться приблизно 350 археологічних пам'яток, серед яких найвідомішими є чотири городища неолітичного періоду на острові Острув-Лєдницький, на острові Лєдниче, в селах Моравіче і Імйолкі. 
З 1997 року щорічно в день Святої Трійці на території села Поля-Лєдницьке, що входить до складу Лєдницького етнографічного парку, проводиться молодіжний фестиваль під назвою «Ogólnopolskie Spotkanie Młodych - Lednica 2000» (Загальнопольська зустріч молоді - Лєдниця 2000). 

## Туризм
У північній частині парку проходить піший туристичний маршрут, протяжність якого по парку становить 7 кілометрів. Цей маршрут з'єднує село Клецько з Гнєзно. 

## Пам'ятки
- На острові Острув-Лєдницький знаходиться музей перших П'ястів. Вважається, що тут в 966 році відбулося хрещення Польщі.
- Великопольський етнографічний парк, який представляє реконструкцію Малопольського села початку XX століття. Є філією Музею перших П'ястів.